# Johannes Kaper
Johannes Kaper, född den 28 april 1838, död den 17 januari 1905, var en dansk lexikograf. Han var son till en skollärare från trakten av Tønder och far till Ernst Kaper.
Kaper blev 1857 student från Flensborgs läroverk, 1862 teologie kandidat och 1873 adjunkt samt 1889 överlärare vid Metropolitanskolan i Köpenhamn. Han författade ett stort antal läroböcker i tyska och de på sin tid mycket använda Dansk-norsk tysk Haandordbog (1870; 4:e upplagan 1900) samt Tysk dansk-norsk Haandordbog (1878; 4:e upplagan 1908).

## Utmärkelser
- Riddare av Dannebrogorden,  1892[2]
- Dannebrogsmännens hederstecken,  1900[2]

[Redigera Wikidata]